# Controvérsias envolvendo Jerônimo Rodrigues

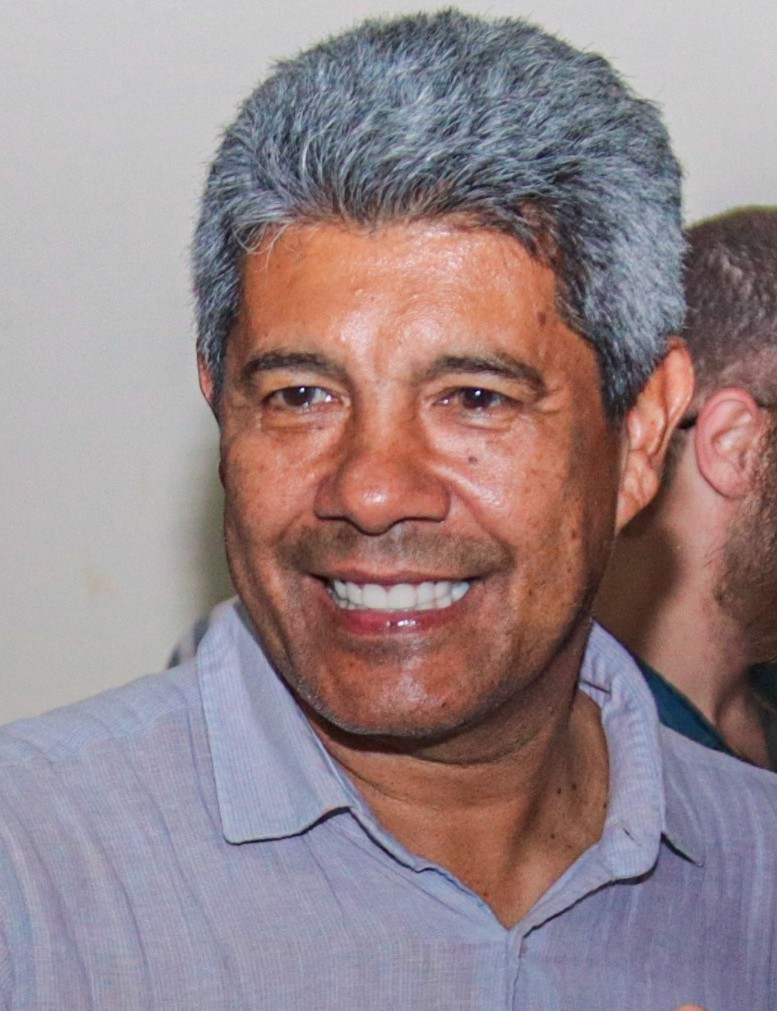
Jerônimo Rodrigues, atual governador da Bahia.

Esta é uma lista que contém controvérsias envolvendo Jerônimo Rodrigues, atual governador da Bahia, incluindo ocasiões onde proferiu discursos de caráter populista, vitimista além de ocasiões em que o mesmo incitou a prática de crimes além de controvérsias envolvendo práticas de omissão em relação à deveres relacionados à seu governo.

## Educação

### Aprovação em massa de estudantes
Em 27 de janeiro de 2024, a Secretaria de Educação da Bahia publicou no Diário Oficial a portaria N°190, que dispõe sobre a sistemática de avaliação para aprendizagem na Rede Estadual de Ensino. Contendo, dentre os incisos, a possibilidade que estudantes avançarem de série mesmo reprovados em disciplinas e com faltas em aulas. A medida gerou diversas críticas por parte do corpo docente de diversas instituições estaduais de ensino médio e de órgãos de representantes da classe de educadores do estado.

Em um evento na cidade de Feira de Santana em fevereiro de 2024, o governador Jerônimo Rodrigues afirmou que "não cabe aos professores decidirem sobre a aprovação dos alunos" e que a escola que reprova "é autoritária" e ainda reafirma sua defesa da aprovação em massa dos alunos. O discurso gerou críticas de diversos sindicatos e associações educacionais em todo o estado, que declaram como ''injusta'' a posição do chefe do executivo.
"Eu fico muito triste como governador, como professor, quando vejo professoras e e professores reprovando alunos. Não pode ser um professor, um educador, que tenha que dizer no final do ano: 'você está reprovado'. Quando reprova, é a escola que está reprovada. É a escola que não tem condição de dizer: quero curar você da escuridão". afirmou Jerônimo, no evento de abertura do ano letivo, na cidade de Feira de Santana.

## Prioridade à prefeituras da base aliada
No dia 22 de abril de 2024, período pré-eleições municipais de 2024, em entrevista a veículos de imprensa locais, Jerônimo afirmou que a prioridade de seu governo é com as prefeituras de sua base aliada, mas que estará aberto para conversar com gestores municipais da oposição que forem eleitos para primeiro mandato ou tentarão a reeleição.
“Existem demandas de pessoas que não votaram em Lula e em mim, mas têm interesse em dialogar, e a gente estabelece um critério. Quando tem um candidato que me apoiou e um que não me apoiou, a gente combina para dizer: olha, toque sua vida. Eu vou ter que ser solidário e grato a quem me apoiou. E caso você ganhe as eleições, se não for do campo da minha história, a gente conversa depois das eleições”. afirmou Jerônimo, em entrevista à imprensa local, em evento de contratação de professores, em Salvador.

## Avanço da violência e das facções no estado
Segundo dados do Ministério da Justiça, de janeiro a outubro de 2023, a Bahia liderou os índices de homicídio doloso, morte por ação policial e lesão corporal seguida de morte no país, ultrapassando estados como Rio de Janeiro, Pernambuco e Ceará. Os números se repetiram em relação ao ano de 2022, onde o estado da Bahia apresentou 5 mil registros de homicídios durante o ano. Com isso, em 10 meses do governo Jerônimo, os 3.895 homicídios chegaram perto da média registrada no ano anterior. A média mensal de assassinatos na Bahia em 2023 foi de 404 assassinatos.

Durante um evento de entrega de vans escolares, em Salvador, em maio de 2024, o governador afirmou, em declarações à imprensa sobre o avanço da atuação de facções criminosas na Bahia, que "não vai dar trégua a esse movimento" e que esse não seria "um problema apenas da Bahia'', chegando a fazer comparações com a segurança pública europeia e a declarar que seria uma movimentação "internacional".
"Não é só na Bahia, o Brasil está passando por isso. Estive agora na Europa e vi que a Europa também não está ausente desse movimento, que é internacional. Estamos muito firmes do que estamos fazendo, equipando a polícia, seja com novos profissionais, concurso, capacitação, equipamentos de inteligência e viaturas. afirmou Jerônimo, no evento de entrega de vans escolares, em Salvador.

### Recusa de Projeto doMJSP
Em maio de 2025 o governador recusou a implementação de um projeto-piloto do Ministério da Justiça e Segurança Pública para desocupação das áreas controladas pelo crime organizado e pela milícia, apesar do estado da Bahia conter 21 organizações criminosas, segundo dados da Secretaria Nacional de Políticas Penais do governo federal. O argumento do governador é de que o governo baiano não ficou convencido de que o modelo de intervenção policial proposto resolveria os problemas de segurança.

### Desconversas sobre o tema

#### Crise da violência na Bahia com "gripezinha"
Jerônimo Rodrigues, em entrevista à rádio Metrópole no dia 23 de outubro de 2024 comparou a nova onda de violência na Bahia com uma "gripezinha", segundo o gestor, que foi convidado para falar sobre a inauguração da rota de voo entre Salvador-Paris no dia 28 do mesmo mês, o mesmo tinha intenção de integrar a comitiva de passageiros que iriam inaugurar o trecho, mas optou ficar no estado em função do novo avanço na violência, em sua fala, comparou sua desistência com uma "mãe que está com o filho com uma gripezinha".

#### "Bahia é um estado de paz"
Durante uma agenda de entrevista num veículo de comunicação na cidade de Barreiras, em 28 de julho de 2025, Jerônimo classificou a Bahia como "um estado de paz", a fala do gestor gerou controvérsias em torno da temática, uma vez que, três dias antes da fala foi divulgado o Anuário Brasileiro de Segurança Pública, que classificou a Bahia como líder no número de homicídios em todo o país e pela segunda vez como estado com a polícia mais letal do país.
"Todos sabem que a Bahia é um estado de paz. Mas é um tema muito sensível, que chega dentro da casa das pessoas." afirmou Jerônimo em veículos de comunicação na cidade de Barreiras, no oeste do estado.

## Caderninho dos Comportamentos
No dia 11 de Julho de 2024, durante a solenidade de início da emissão da nova carteira de identidade nacional, no Terminal Pituaçu, em Salvador, Jerônimo afirmou a existência de um ''Caderninho dos Comportamentos'' quando questionado sobre o apoio do Agir, partido de sua base aliada de governo ao prefeito de Salvador e pré-candidato à reeleição, Bruno Reis.

O embate se deu devido repercussão de uma foto do deputado estadual Júnior Muniz (PT), pai da presidente estadual do Agir Társsila Muniz, ao lado do prefeito de Salvador em suas redes sociais.
"O partido que não estava efetivamente no conselho político. Tínhamos a parceria com o deputado (Júnior Muniz). Ele não consultou a mim, não conversou comigo, ele tem autonomia, o partido tem, mas como um partido parceiro, é importante ter o diálogo. [...] nós haveremos de conversar e ver como é que a gente faz, a política tem dessas; eu não decepciono não, mas a gente está botando no caderninho os comportamentos de como é que acontece as coisas na Bahia". afirmou Jerônimo, em solenidade de início da emissão da nova carteira de identidade nacional, no Terminal Pituaçu em Salvador.
Líderes da Oposição, como o ex-prefeito de Salvador, ACM Neto (UNIÃO) criticaram a fala do chefe do executivo, Segundo Neto, o posicionamento do petista mostra o “lado dele de perseguição, de quem vai atrás dos políticos que eventualmente não rezarem na cartilha dele. Isso é inaceitável.” A presidente estadual do Agir na Bahia, em meio à pressão da base governista, rebateu a fala do sobre possível apoio a candidatura de oposição, em Salvador. em nota, afirmou que os diretórios tem autonomia para definir as composições eleitorais de cada cidade, respeitando suas particularidades e as diretrizes previamente apresentadas pelo comando estadual, em sequência rebateu o argumento de que o deputado petista Júnior Muniz, pai de Társsila estaria envolvido nas negociações, "O deputado Júnior Muniz é muito querido pelo Agir, mas ele faz parte de outra agremiação, e essa decisão cabe apenas ao Agir”, finalizou Társsila.

## Avenida Presidente Vargas - Vitória da Conquista
Em outubro de 2022, as vésperas da eleição para o cargo de governador, o então titular Rui Costa, anunciou o início das obras de duplicação do perímetro urbano da BA-265, de 3,2km, conhecida como Av. Presidente Vargas, até o lado leste do Anel Rodoviário na cidade de Vitória da Conquista, terceira maior cidade do estado, com previsão de conclusão da obra em 8 meses, entretanto, dois anos depois a vitória de Jerônimo, a obra continua inacabada e causando prejuízos para a população da cidade, dois óbitos no ano de 2024 foram registrados no local por acidentes automobilísticos.
No mês de agosto de 2024, com 1 ano e 2 meses de atraso da obra, veículos de imprensa locais entraram em contato com a Secretaria de Infraestrutura da Bahia afim de esclarecimentos sobre o atraso da obra, e foram informados que o atraso fora decorrente do movimento de veículos na região além do período chuvoso e que a obra seria entregue no final do ano de 2024.
No dia 24 de outubro de 2024, ocorreu a primeira das duas mortes registradas no local, uma das causas explícitas do acidente foi devido a faltada de iluminação e sinalização.
Populares caracterizam o ritmo da obra como "eleitoreira", haja visto o período de início e o período em que fora anunciado o novo prazo de entrega, além de que os recursos dos quais a obra é realizada são emendas articuladas pelo deputado estadual Zé Raimundo (PT) e do federal Waldenor Pereira (PT), ambos correligionários de Jerônimo, este último ainda que fora derrotado na eleição municipal de 2024 local para a candidata da oposição e então prefeita Sheila Lemos (UNIÃO), além do mais, a conclusão da obra esteve presente em vários momentos como plataforma de campanha de Waldenor, algo que é tido como uma das causas de sua derrota no pleito.

Em novembro ocorreu mais uma morte devido a falta de iluminação e sinalização no trecho em obras da BA-265, novamente a resposta da SEINFRA do estado da Bahia para a imprensa local é que o atraso se deve ao tráfego de veículos no local, que segundo o órgão causam intercorrências nos serviços públicos, dois dias após o registro do segundo óbito, o governador esteve presente no município para a culminância da 18ª Semana da Cultura Evangélica, sob vaias e protestos, o governador afirmou que não pode "arrancar" a empresa responsável pela obra por ela não cumprir com o prazo predestinado muito menos com a qualidade, e que cobraria mais uma vez seu secretariado.
Eu não posso arrancar uma empresa quando ela não dá conta no prazo, na qualidade e, portanto, nós apertamos mais uma vez essa semana. Quero me solidarizar com as pessoas que se acidentam, que perdem vidas, isso eu não concordo, as pessoas que me conhecem sabem disso, quem conhece o meu time sabe que a gente não concorda. isso não pode ficar utilizando isso para fazer outros fins. afirmou Jerônimo, no evento de culminância da Semana da Cultura Evangélica, em Vitória da Conquista.
Antes da visita do governador, o poder público municipal notificou por três vezes a secretaria e a empresa responsável solicitando urgência no término da obra a qual ainda não apresentava sinais de avanço, em nota, a prefeitura municipal, por meio da secretaria municipal de infraestrutura urbana cobrou uma estimativa de tempo e urgência na conclusão dos trabalhos, e deixou claro que a demora coloca em risco a integridade física dos cidadãos que trafegam por aquele trecho.

## Eleitores Bolsonaristas na Vala
Durante a inauguração de uma escola no distrito de Soares, em América Dourada Jerônimo sugeriu que Jair Bolsonaro e seus eleitores “paguem a conta” da pandemia e que o mesmo, e os seus eleitores baianos deveriam ir "para vala", incitando um crime de homicídio, atitude passiva de três até seis meses de detenção segundo o artigo 286 do código penal. uma vez que se trata do enterro de pessoas vivas. a fala repercutiu negativamente para os membros da ala oposicionista do estado, e também em âmbito federal, ligadas ao ex-chefe do executivo federal.
“Tivemos um presidente que sorria daqueles que estavam na pandemia sentindo falta de ar. Ele vai pagar essa conta dele, e quem votou nele podia pagar também a conta. Fazia no pacote. Bota numa enxedeira... Sabe o que é um enxedeira? Uma retroescavadeira. Bota e leva todo mundo pra vala”. afirmou Jerônimo, em uma entrega institucional de uma escola.